# Beloroesskaja (metrostation Moskou, Zamoskvoretskaja-lijn)
Beloroesskaja (Russisch: Белорусская) is een station aan de Zamoskvoretskaja-lijn van de Moskouse metro. Het station ligt aan de "luchthavenlijn" (lijn 2) die is gebouwd als onderdeel van de tweede fase (1935-1938) van de metrobouw. Chronologisch is het het 19e metrostation van Moskou, het hogere stationsnummer is te danken aan de nummering die in de jaren 90 van de twintigste eeuw is gemaakt toen door latere verlengingen lijn 1 veel meer stations had dan in 1938 en bovendien de nummering van lijn 2, die ook was verlengd, van zuid naar noord loopt. Door het metrostation kregen de reizigers van en naar Wit-Rusland en verder naar het westen, ook een aansluiting op het metronet. Station Moskva Beloroesskaja was het zesde van de negen Moskouse kopstations dat een aansluiting op de metro kreeg. In 1952 kwam het noordelijke deel van de ringlijn (lijn 5) gereed en werd het metrostation een overstappunt tussen beide lijnen.